# Guilherme Leicam
Guilherme Leicam (Río Grande, 20 de julio de 1990) es un actor brasileño.

## Biografía
Nacido en Río Grande, en el estado sureño de Río Grande del Sur, es hijo de Odete Alves Maciel y Edgar Guilherme da Costa Filho y hermano menor de dos hermanas del primer matrimonio de su padre, Raquel y Cíntia de Pauli Costa. Se mudó a Río de Janeiro a los 13 años con su madre para invertir en una carrera de actuación. Desde entonces, estudió teatro y actuó en obras infantiles.
Su nombre artístico "Leicam" es su apellido "Maciel" al revés. Guilherme tiene una productora de cine, que fundó con el objetivo de producir sus propias películas.

## Filmografía

### Televisión
| Año     | Título                        | Personaje                           | Notas                       |
| ------- | ----------------------------- | ----------------------------------- | --------------------------- |
| 2003    | Chocolate com Pimenta         | Coroinha                            | Figuración                  |
| 2010    | Tempos Modernos               | Led Piñón                           |                             |
| 2011    | Fina Estampa                  | Fábio Passarelli                    |                             |
| 2012–13 | Malhação: Intensa como a Vida | Vitor Machado                       | Temporada 20                |
| 2014    | La sombra de Helena           | Laerte Fernandes                    | Episodios: "2–3 de febrero" |
| 2014    | Alto Astral                   | Gustavo Martins                     |                             |
| 2015–16 | Malhação: Seu Lugar no Mundo  | Tito Torres                         | Temporada 23                |
| 2017    | Tempo de Amar                 | Artur Ferreira de Sá                |                             |
| 2019    | A Dona do Pedaço              | Leandro Ramírez Martins (Mão Santa) |                             |

## Teatro
| Año  | Título      | Personaje |
| ---- | ----------- | --------- |
| 2010 | Os Campeões | Bruno     |
| 2012 | Herdeiros   | Leandro   |